# Tolidostena
Tolidostena es un género de coleóptero de la familia Mordellidae.

## Especies
Las especies de este género son:
- Tolidostena hayashii
- Tolidostena taiwana
- Tolidostena atripennis
- Tolidostena ermischi
- Tolidostena fusei
- Tolidostena japonica
  - Tolidostena japonica fusei
  - Tolidostena japonica japonica
- Tolidostena montana
- Tolidostena similator
- Tolidostena tarsalis